# Helsingfors konsthall

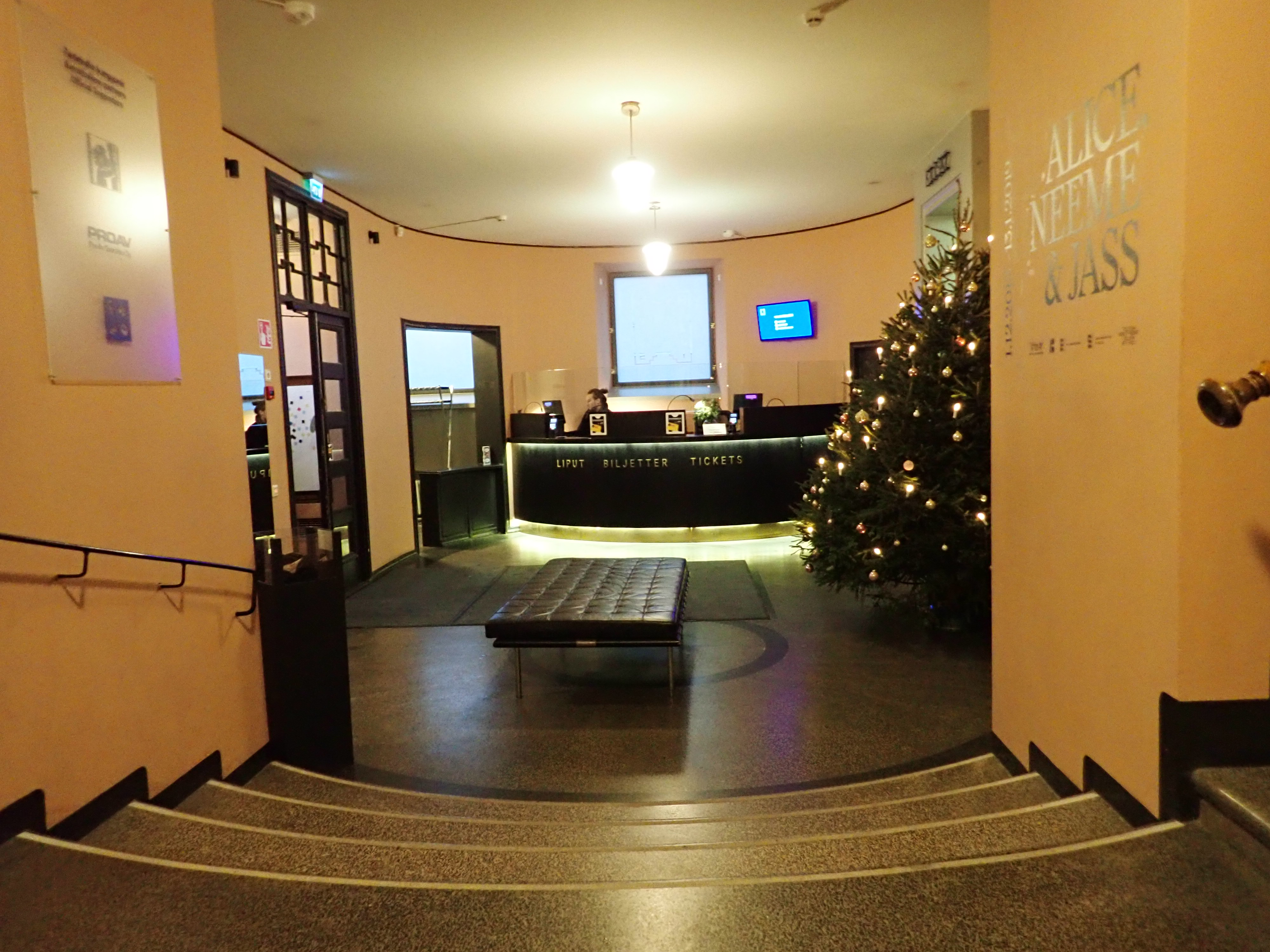
Vy ner mot entrén i Helsingfors konsthall

Helsingfors konsthall (finska: Helsingin taidehalli) är en privat konsthall i Helsingfors i stadsdelen Främre Tölö vid Nervandersgatan. 
Konsthallen ägs och drivs av en privat stiftelse, men finansieras till ungefär en fjärdedel av driftsbudgeten av Helsingfors stad och undervisningsministeriet. Den är ansluten till ICOM och Finlands museiförbund. Konsthallen visar främst samtidskonst, arkitektur och design. Den invigdes den 3 mars 1928 med den första stora utställningen av finländsk nutidskonst. Konsthallen har inte några egna samlingar, och visar i regel sex utställningar per år, såväl inhemsk som internationell konst.
Byggnaden uppfördes under 1920-talet i 1920-talsklassicism efter ritningar av Jarl Eklund och Hilding Ekelund. Den är klassad som ett arkitektoniskt och kulturhistoriskt värdefullt objekt. Konsthallen har ett kafé och en restaurang.

## Museichefer
- Bertel Hintze, 1928–1968
- Seppo Niinivaara, 1968–1994
- Timo Valjakka, 1994–2001
- Maija Tanninen-Mattila, 2001–2006
- Maija Koskinen, 2006–2013
- Jan Förster[2] , 2013–2021
- Nina Toppila, 2022–

## Bildgalleri

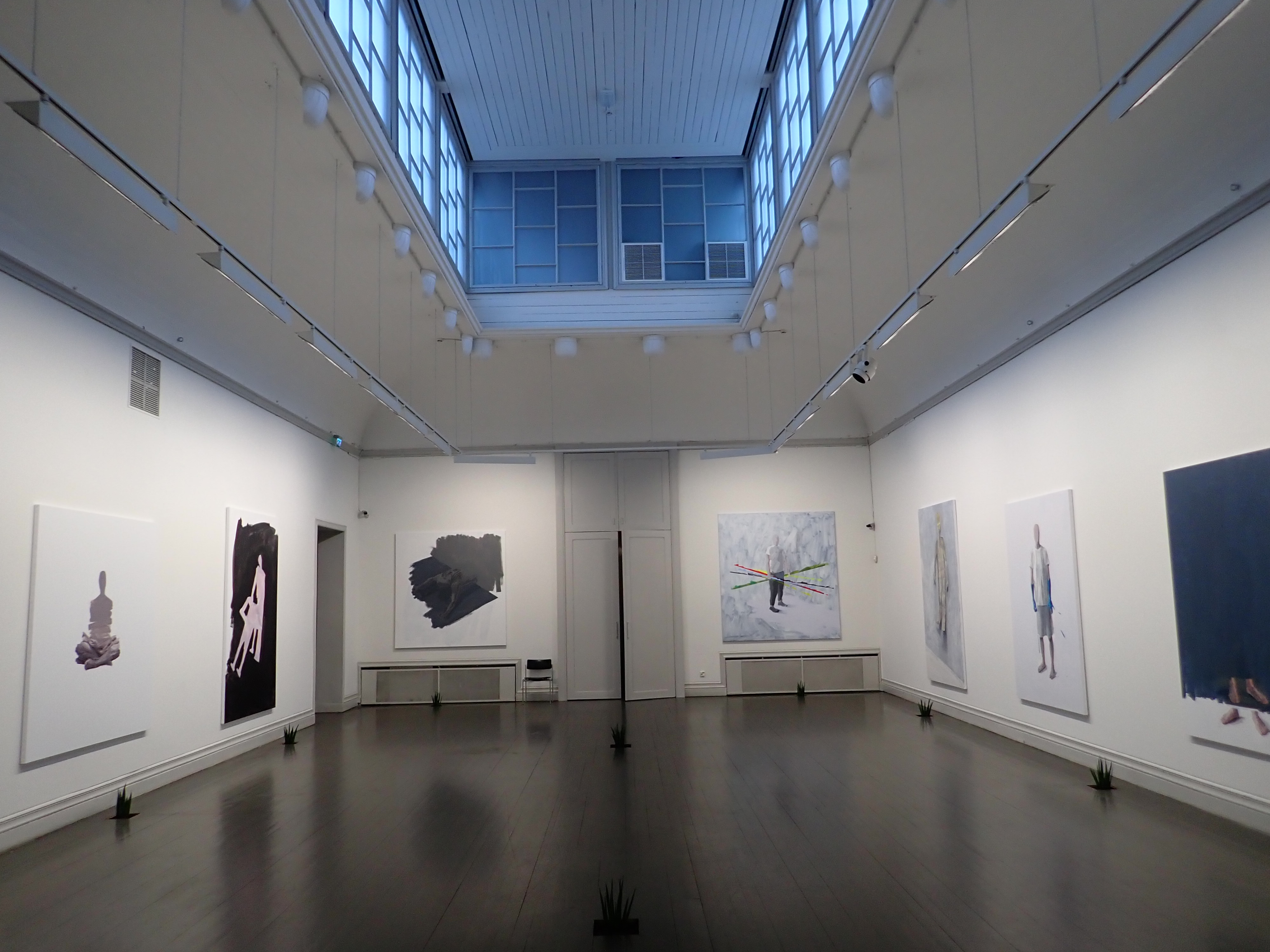
Utställningssalen mot Nervandersgatan
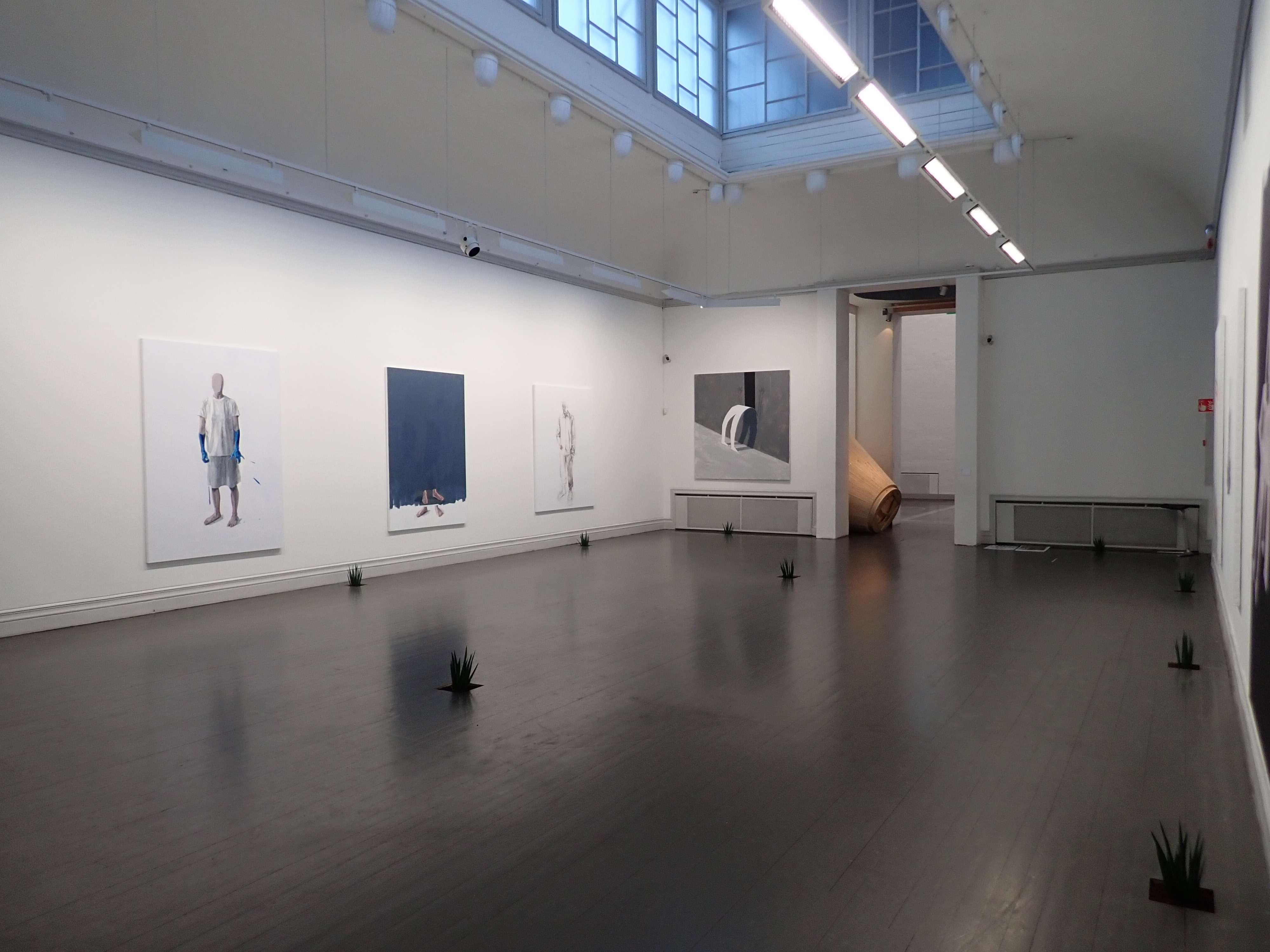
Utställningssalen mot Nervandersgatan
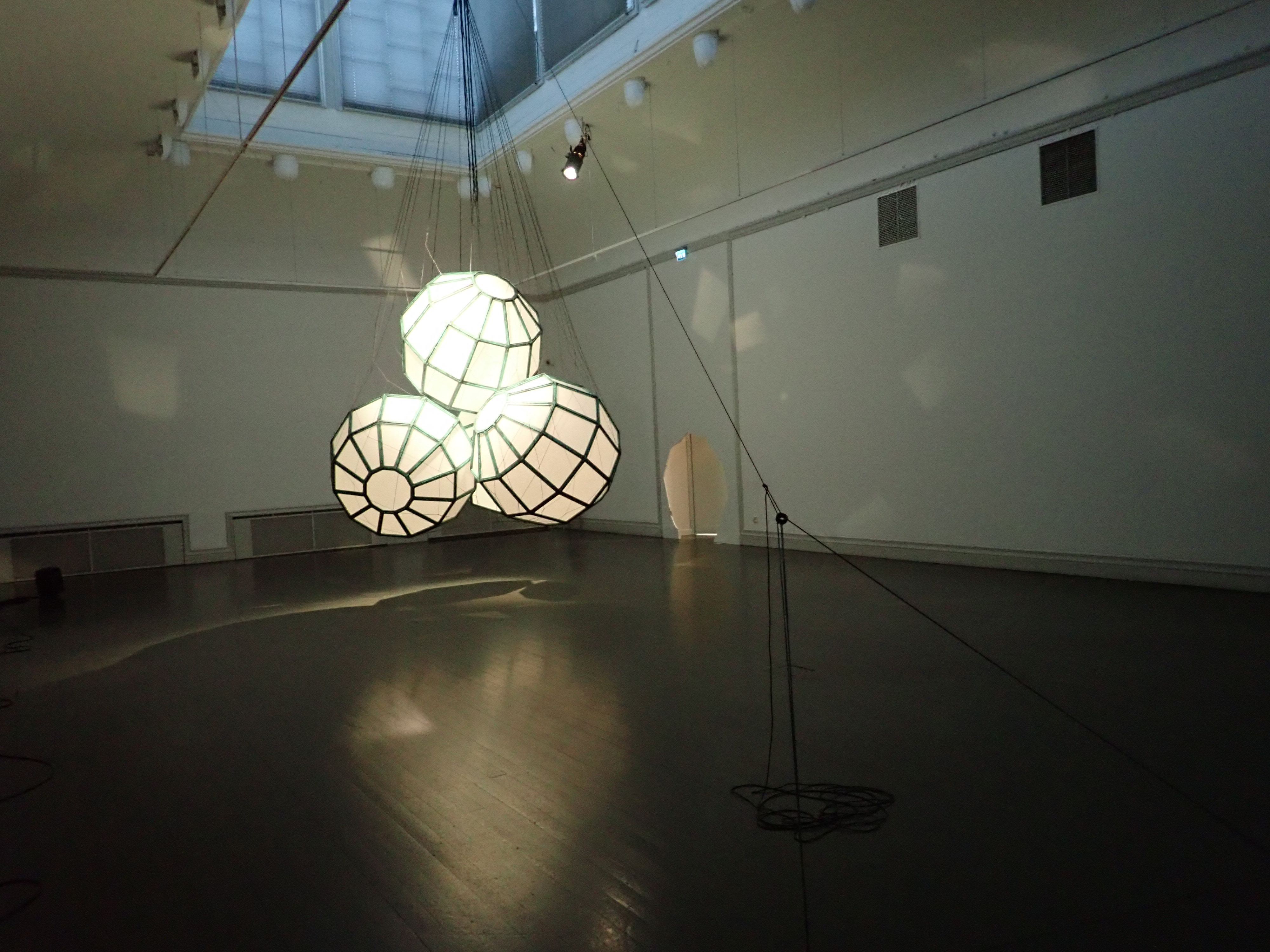
Utställningssal
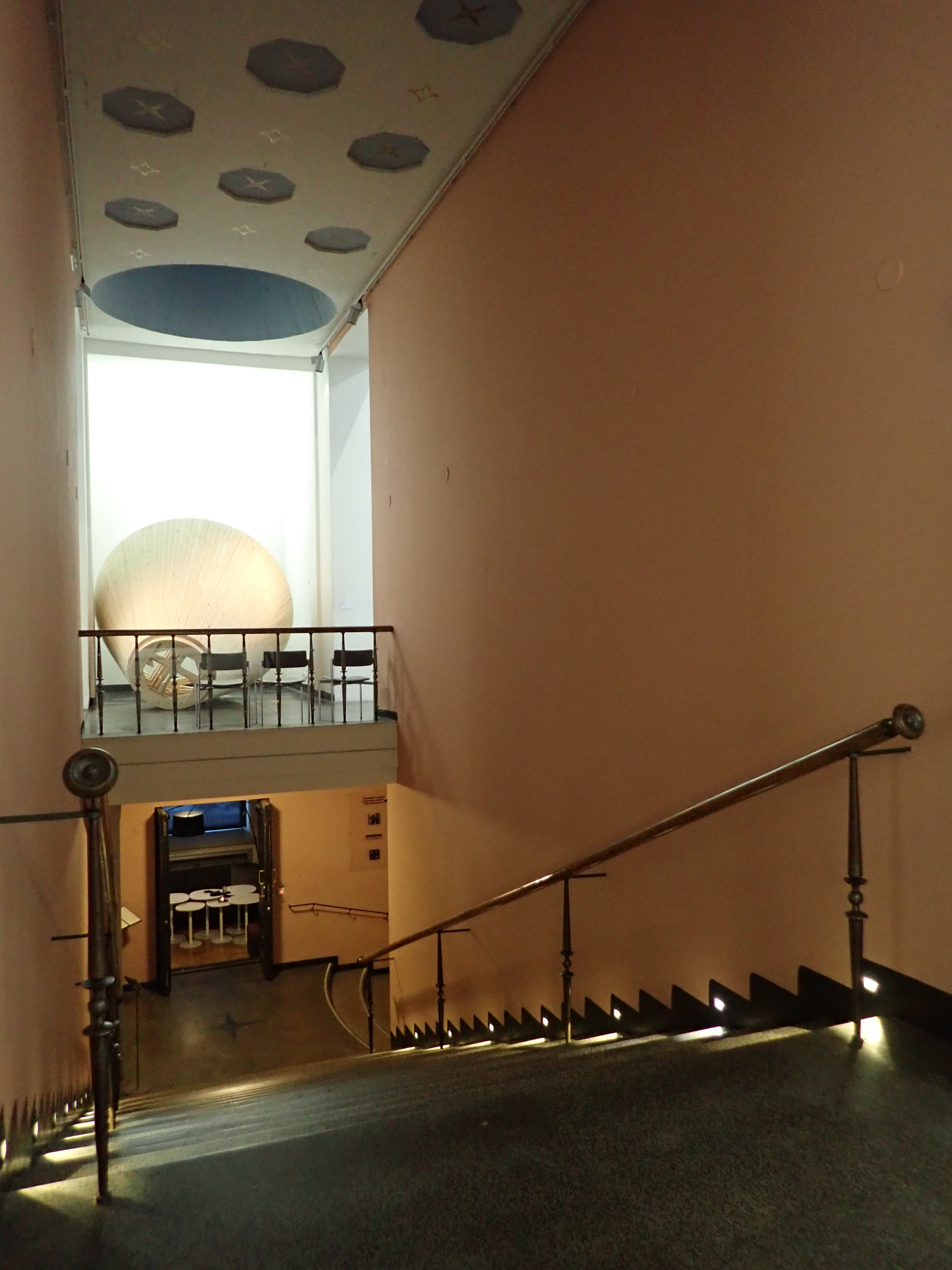
Trappan
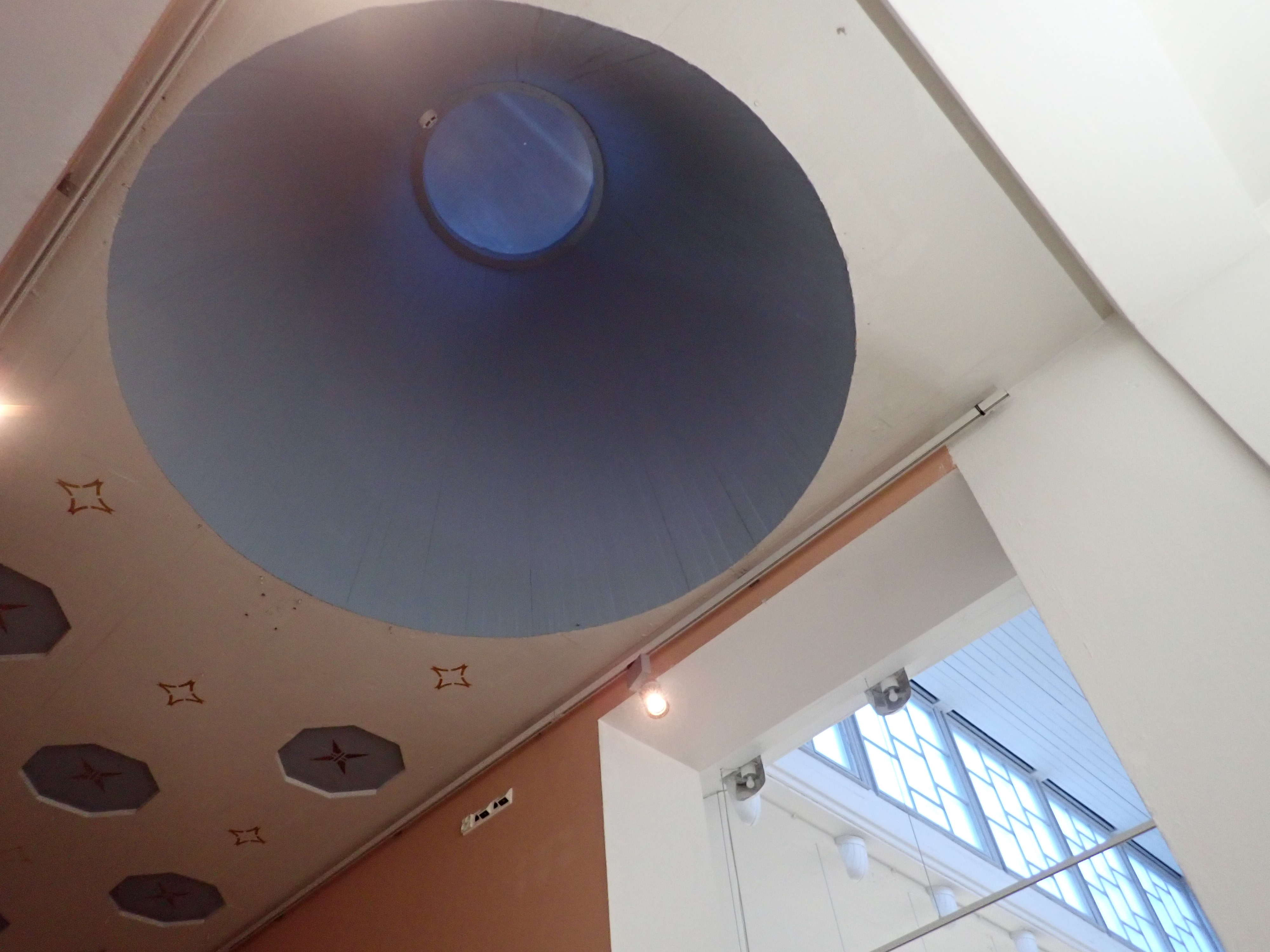
Taket ovanför trappan
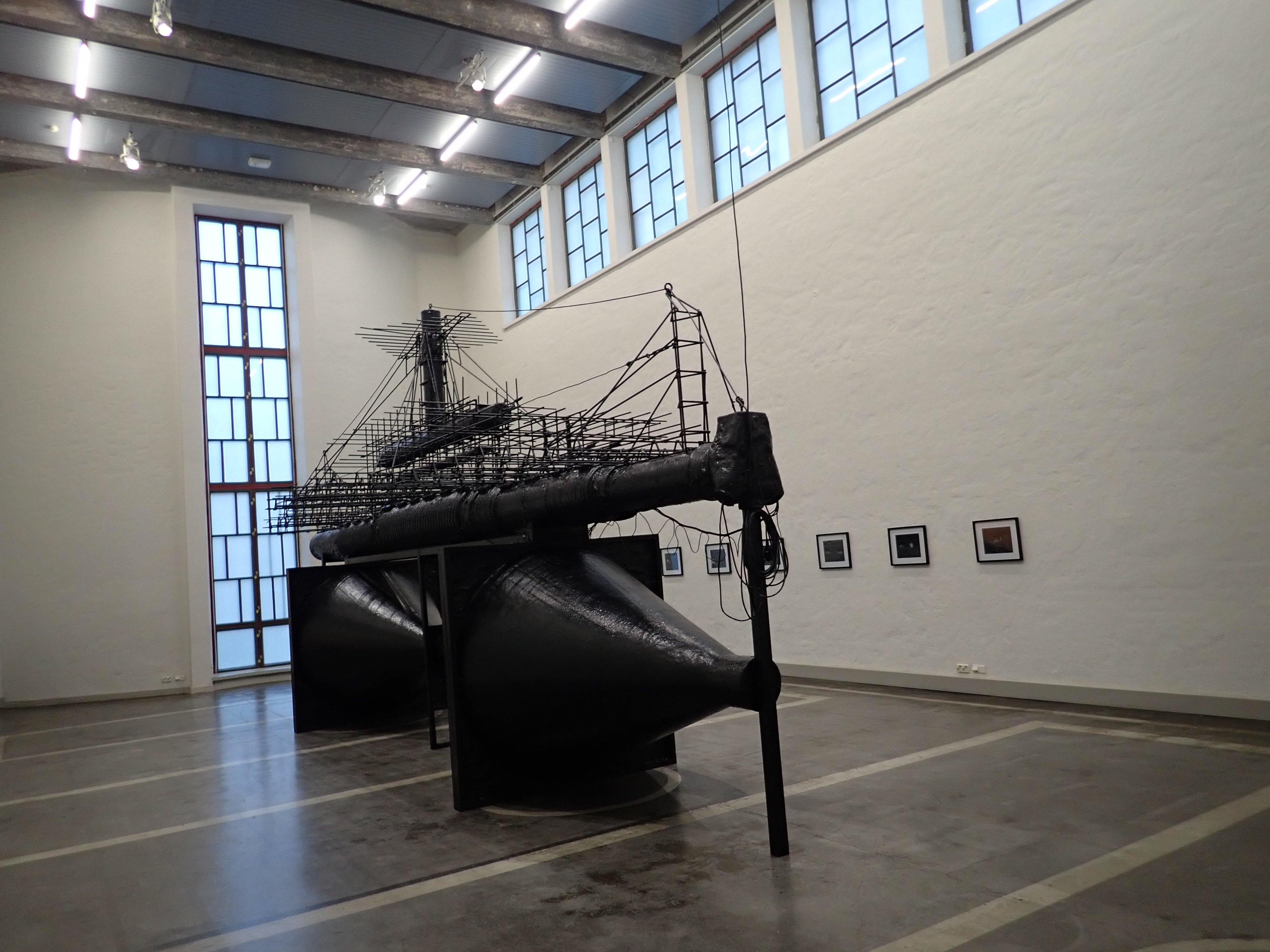
Utställningssalen mot Auroragatan

### Webbsidor
- Helsingfors konsthalls webbplats